# Cinquième pandémie de choléra
La cinquième pandémie de Choléra (1881-1896) est la dernière grande épidémie de choléra du XIXe siècle. Elle se propage à travers les continents asiatique et africain, touchant également certaines régions en France, en Allemagne, en Russie et en Amérique du Sud.
L'origine de la pandémie, comme ses prédécesseurs, se trouve dans le delta du Gange au Bengale-Occidental,. Bien que la bactérie Vibrio cholerae n'ait pas pu se propager en Europe occidentale avant le XIXe siècle, des moyens de transport modernes plus rapides (bateaux à vapeur, chemins de fer), réduisirent considérablement la durée du voyage et facilitent la transmission du choléra et d'autres maladies infectieuses,. Durant la quatrième pandémie de choléra de 1863 à 1875, la troisième Conférence sanitaire internationale, réunie en 1866 à Constantinople, identifie le rôle important des pèlerinages hindous et musulmans dans la propagation de la maladie.
De plus, l'expansion de la domination coloniale britannique en Inde et la guerre coloniale de la France en Indochine, avec l'augmentation de la présence militaire et des échanges économiques, multiplient les connexions à la fois à l'intérieur de l'Asie et entre l'Asie et l'Europe. Ainsi, pour la première fois, le choléra peut se propager de manière significative en dehors de son habitat d'origine (sous-continent indien), où il était présent depuis des siècles,. La cinquième pandémie de choléra serait connue en Europe sous le nom de « peste orientale ». Une meilleure compréhension de la maladie et une amélioration de l'assainissement limitent en grande partie la mortalité en Europe et en Amérique du Nord, bien que des épidémies importantes aient encore lieu en Europe.

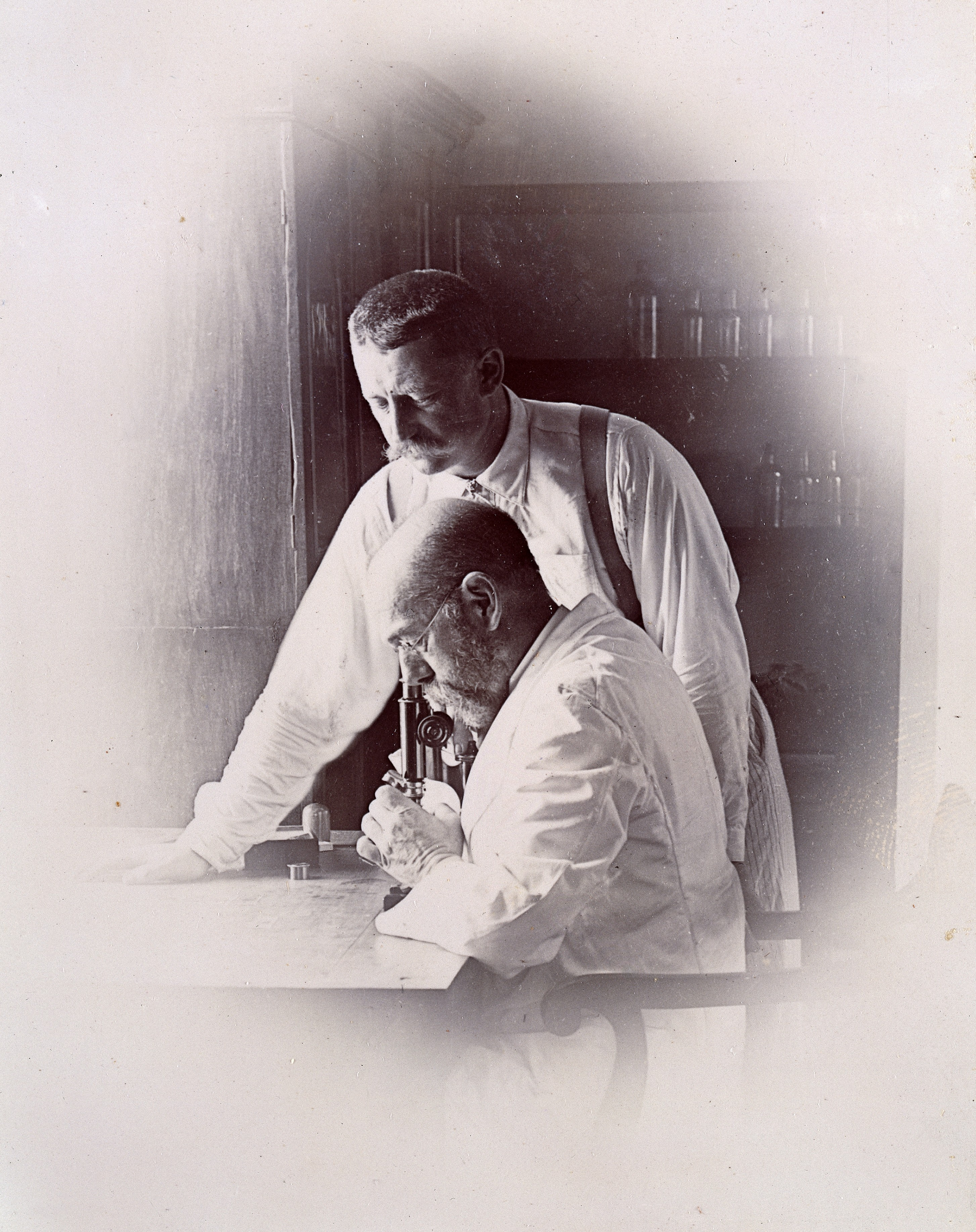
Robert Koch (au microscope) et Richard Pfeiffer (debout), en 1897.

Durant cette pandémie, des avancées scientifiques significatives renforcent la maîtrise de la maladie. Le microbiologiste allemand Robert Koch isole Vibrio cholerae et propose des postulats pour expliquer le mécanisme par lequel les bactéries provoquent des maladies. Son travail contribue à établir la théorie microbienne. En 1892, le bactériologiste russo-français Waldemar Haffkine développe un vaccin contre le choléra.

## Propagation de la pandémie
En 1881, le choléra atteint finalement l'Europe et l'Amérique latine,. Une épidémie virulente, au taux de mortalité très élevé, se déclare dans le Pendjab et à Lahore, dans le nord-ouest de l'Inde, entre 1881 et 1882. D'autres épidémies précoces ont eu lieu en Corée en 1881 et au Siam en 1882. La ville sainte de La Mecque, un lieu de transmission notoire en raison de l'afflux annuel de pèlerins musulmans,, est touchée durant ces deux années. Plus à l'est, des épidémies touchent également la Chine en 1883 et le Japon, suivies par les Philippines en 1882-1883. Au cours des années suivantes, le choléra continue de se répandre en Asie, touchant la Chine en 1888, 1890 et 1895 ; le Japon en 1885, 1886, 1890, 1891 et 1895 ; la Corée en 1888, 1890, 1891 et 1895 ; ainsi que les Philippines en 1888-1889.

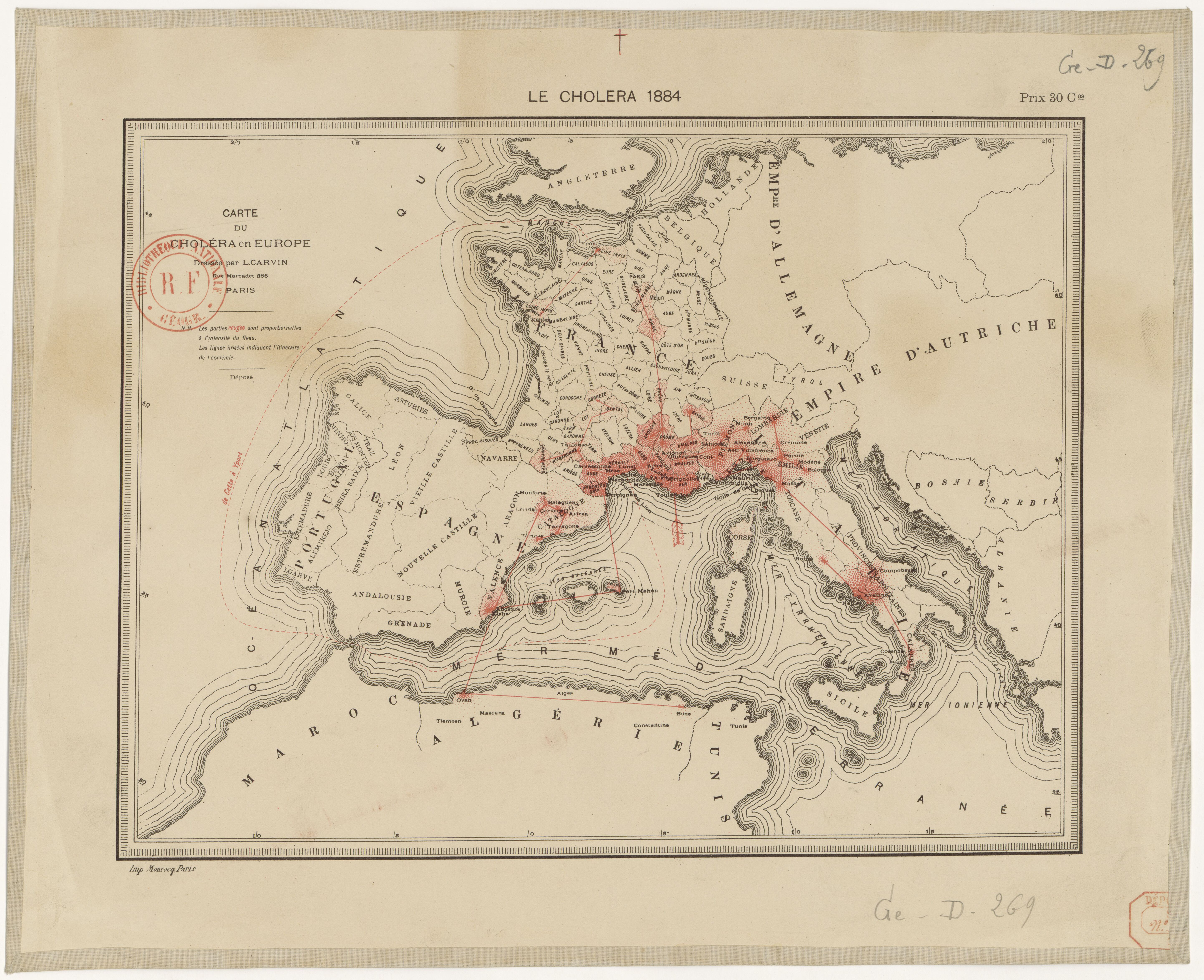
Carte de la propagation du choléra en Europe, 1884.

En 1883, la maladie atteint l'Égypte, où des dizaines de milliers de personnes sont mortes en l'espace de quelques mois. En se propageant plus à l'ouest, le choléra atteint en avril 1884 la base navale de Toulon, avec des épidémies plus limitées à Marseille, Paris et d'autres villes, affectant 10 000 personnes dans toute la France. En 1885, certaines de ces régions ont de nouveau été touchées. Des travailleurs immigrés italiens introduisent le choléra en Italie depuis la France, provoquant une grave épidémie à Naples en août-septembre 1884. Des épidémies mineures sont signalées en Italie en 1886-1887, sans déclencher de crises majeures. Cette épidémie engendre une hausse de la méfiance à l’égard des Tsiganes, soupçonnés d’en être à l’origine.
La maladie se propage également en Espagne, avec une propagation mineure débutant à Alicante sur la côte méditerranéenne,. Cependant, une épidémie plus virulente a éclate à la fin de l’année 1885, touchant 160 000 personnes et provoquant environ 60 000 décès. En 1890, une autre épidémie de moindre ampleur se déclare. Selon The New York Times en 1890, le choléra aurait emporté environ 120 000 habitants du pays. Les mesures de quarantaine imposées aux navires et aux immigrants, basées sur les découvertes du médecin britannique John Snow, ont permis de prévenir l’arrivée du choléra en Grande-Bretagne et aux États-Unis,,. Cependant, la maladie atteint l'Amérique latine, où de graves épidémies surviennent en 1886 (Argentine), en 1887 (Chili), et en 1888 (Argentine et Chili).

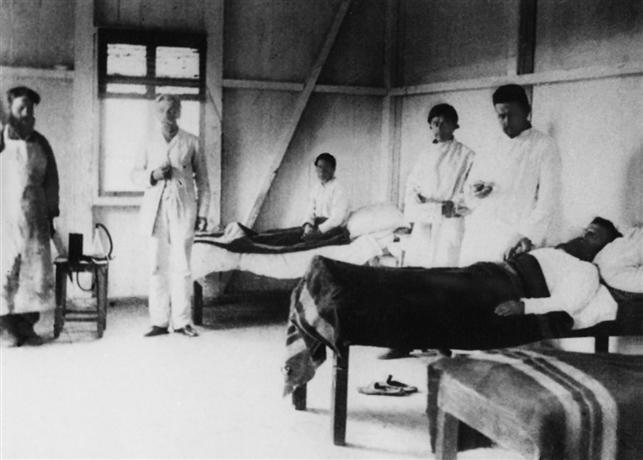
Malades du choléra à Bakou, 1892.

La pandémie reprend en 1891 au Bengale, lorsque 60 000 pèlerins hindous se rassemblèrent dans un petit village pour célébrer une célébration de bains rituels, inconnue des autorités. Les pèlerins provoquent de nouvelles épidémies massives de choléra dans le nord de l'Inde en 1891, entraînant plus de 580 000 décès en Assam, au Bengale et dans l'Uttar Pradesh. La maladie continue de se propager vers l'ouest en 1892, touchant le Pendjab (75 000 décès), dévastant l'Afghanistan, faisant 60 000 victimes en Perse. Ensuite, elle atteignit l’empire russe, avec un taux de morbidité alarmant, aggravé par la famine en cours. L'introduction du choléra en Russie commence à Bakou, ville portuaire de la mer Caspienne. La maladie se propage en remontant la Volga, atteignant Moscou et Saint-Pétersbourg, où la morbidité fut relativement faible. Le bilan officiel des décès pour 1892 s'élève à 300 321. L'épidémie diminue durant l'hiver, avec 42 250 décès supplémentaires enregistrés en 1893.
Les ports très fréquentés de Hambourg en Allemagne et de New York, principaux points d'entrée et de sortie pour l'émigration transatlantique entre l'Europe et les États-Unis, furent frappés par de graves épidémies de choléra en 1892. New York, le port le plus actif des États-Unis, fut touché en 1892 par une combinaison de fièvre typhoïde et de choléra en provenance de Hambourg. La principale source de ces épidémies provenait des Juifs d'Europe de l'Est, principalement de la Russie impériale, qui tentaient d'échapper aux conditions épouvantables, à la famine de 1891-1892, et aux restrictions antisémites (comme l'expulsion des Juifs de Moscou au début de 1892) dans leur pays d'origine,.
En 1892, la maladie était également présente en France. L'Allemagne et la France furent réinfectées en 1893-1894, mais les épidémies n'atteignirent pas des niveaux critiques. L'Amérique latine subit de nouveau plusieurs vagues dans les années 1890. Le Brésil fut touché par le choléra en 1893-1895, principalement le long des voies ferrées dans la vallée du Paraíba, via des navires transportant des immigrants d'Europe,, ; l'Argentine en 1894-1895, et l'Uruguay en 1895. La pandémie atteignit également le continent africain, avec des épidémies en 1893 (Tripolitaine, Tunisie, Algérie, Maroc, et Afrique occidentale française), en 1894 (Soudan, Tripolitaine, et Afrique occidentale française), en 1895 (Maroc et Égypte), et en 1896 (Égypte).
Dans les années suivantes, il n'y eut pas de nouvelles épidémies de choléra, mais en 1899, la maladie réapparut dans de nombreuses régions, donnant lieu à la sixième pandémie de choléra.

### Épidémie en Égypte de 1883

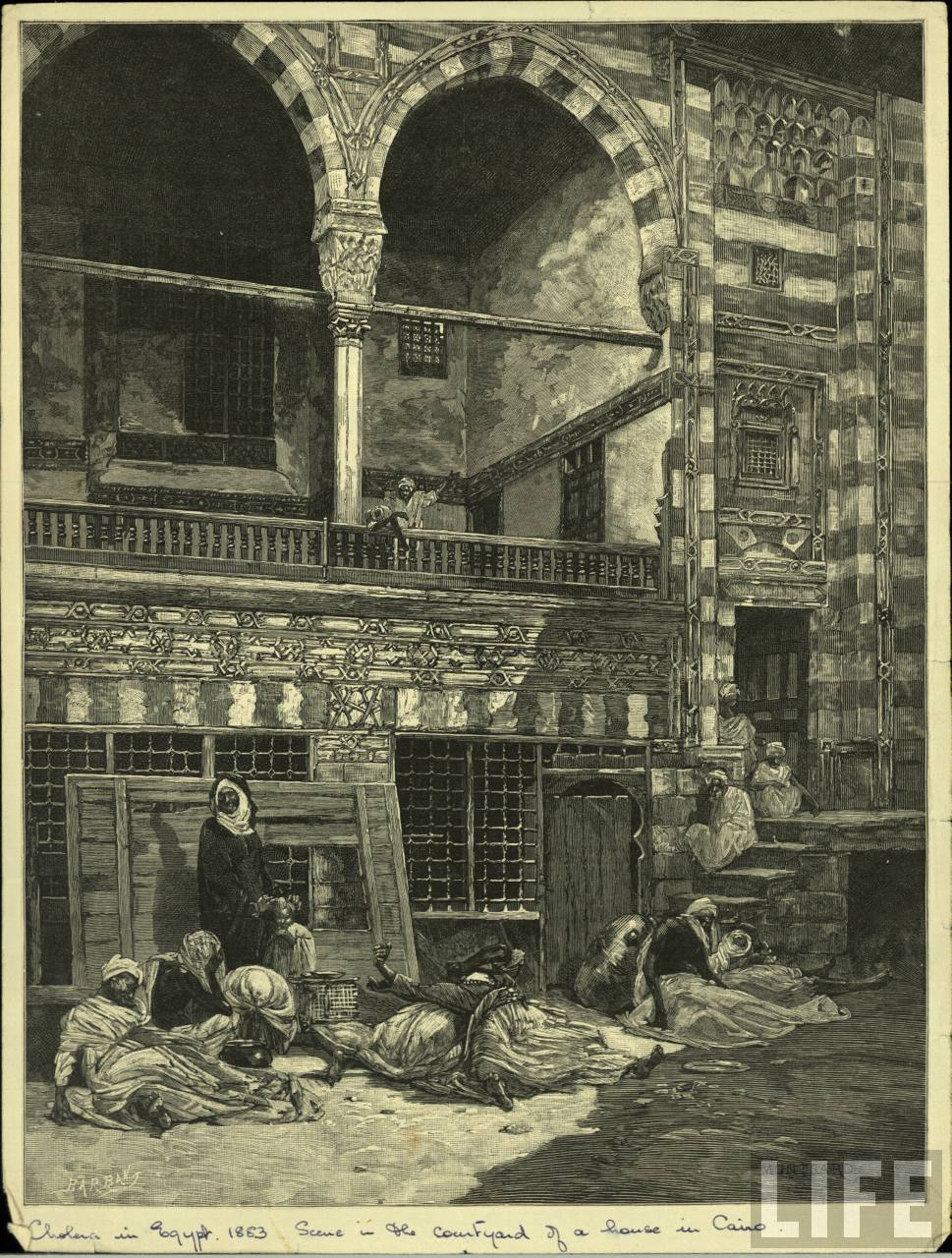
malades du choléra dans une rue du Caire, 1883.

À la fin du mois de juin 1883, les premiers cas de choléra sont signalés en Égypte (occupée depuis peu par l'Empire britannique), dans la ville portuaire de Damiette, sur la côte méditerranéenne. La maladie se propage rapidement dans le delta du Nil et dans tout le pays durant l'été et l'automne, malgré des cordons sanitaires stricts et sévères. Selon certaines estimations, 50 000 et 60 000 personnes périrent en l'espace de quelques mois,,. Les sources de contamination étaient très probablement des pèlerins musulmans revenant de La Mecque et des troupes indiennes servant dans l'armée britannique,. Des bactériologistes français et allemands furent envoyés à Alexandrie en 1883 pour étudier la maladie et en déterminer la cause.
L'approche de l'administration britannique en Égypte était davantage dictée par la crainte que le commerce en provenance des ports indiens à destination de la Grande-Bretagne ne soit mis en quarantaine, ainsi que par des préoccupations économiques concernant les dépenses en matière de santé publique. La propagation rapide de la maladie et l'incompétence perçue de la population furent utilisées pour justifier le contrôle britannique de l'Égypte, bien que le système de santé national égyptien pré-colonial ait été apprécié par les observateurs européens.
Cependant, les mesures sanitaires imposées par l'administration britannique, favorisant les actionnaires britanniques dans les entreprises égyptiennes et indiennes ainsi que les compagnies maritimes, contribuèrent à l'inefficacité des mesures prises pour lutter contre l'épidémie de 1883. La maîtrise de l'épidémie fut également compliquée par les préjugés européens influencés par l'orientalisme, qui discréditaient la compréhension des "Orientaux" en matière de santé, de science et d'hygiène.

### Épidémie à Hambourg de 1892

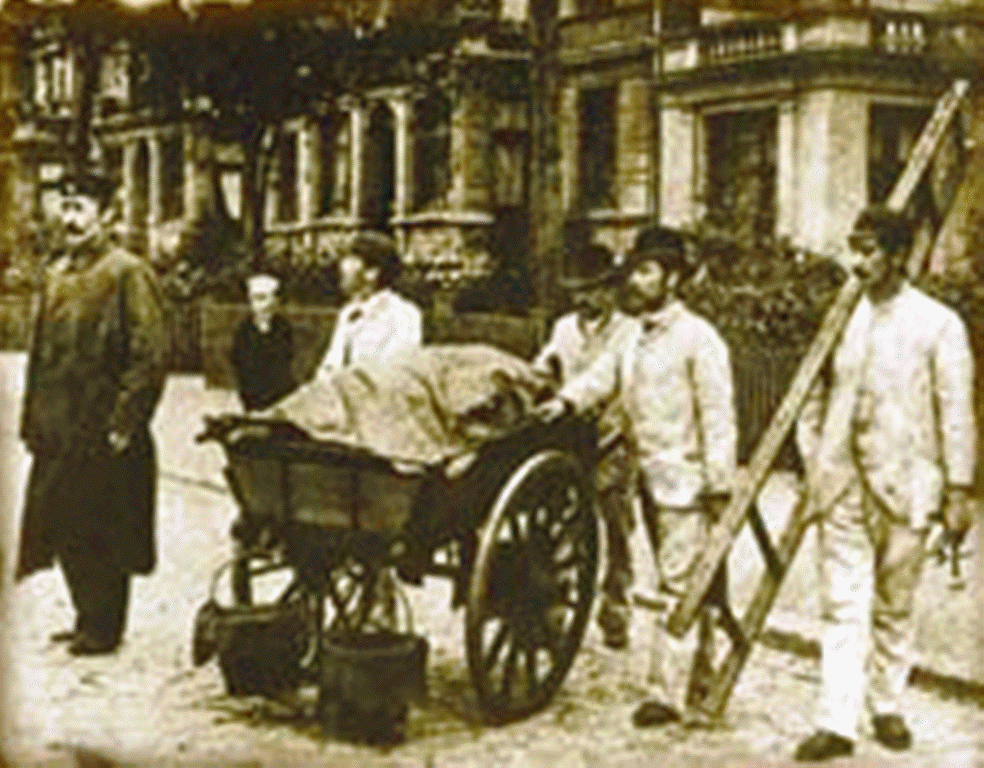
Équipe de désinfection à Hambourg, 1892.

De la mi-août à la mi-septembre 1892, la ville de Hambourg, en Allemagne, fut frappée par une épidémie de choléra qui trouvait principalement son origine chez les Juifs d'Europe de l'Est. Ces populations fuyaient principalement l'Empire russe, en raison de la famine, du choléra et des restrictions antisémites. Avant d'embarquer, les émigrants étaient logés dans des baraquements spéciaux, construits dans le port et financés conjointement par la ville et la compagnie maritime Hamburg America Line. Les conditions étaient souvent inadéquates, et les latrines communes déversaient directement leurs excréments non traités dans l'Elbe.
L’épidémie provoque la mort de 8 594 personnes. D'autres estimations comptent près de 10 000 victimes. Aucune autre ville d'Europe occidentale ne fut aussi gravement touchée lors de cette vague de la pandémie, avec une moyenne de 140 décès par jour. Bien que cela ait été vivement contesté à l'époque, la contamination de l'approvisionnement en eau de la ville fut la principale cause de la propagation rapide du choléra. Parmi les personnes infectées, le taux de mortalité atteignait environ 50 %. Le taux de mortalité de la population totale de Hambourg, estimée à environ 66 000 personnes, était de 13,4 % selon les statistiques officielles, mais il pourrait avoir été encore plus élevé,.
En 1893, des émeutes violentes éclatent, en opposition aux agents de santé qui tentaient de faire appliquer les règlementations sanitaires. La foule bat à mort un agent de santé et un des policiers envoyés pour les protéger. Les troupes furent appelées et dispersèrent la foule à la baïonnette.
L'auteur américain Mark Twain visita Hambourg pendant l'épidémie. Dans un texte daté de 1891-1892, il souligne le manque d'informations dans les journaux locaux concernant l'épidémie, en particulier en ce qui concerne le nombre de décès. Twain critiqua le fait que des individus appauvris étaient déplacés de force dans des infirmeries où beaucoup périssaient sans reconnaissance et étaient enterrés sans cérémonie. Il affirma que les gens étaient "arrachés de leurs foyers pour être placés dans des infirmeries", où "un bon nombre d'entre eux... meurent dans l'anonymat et sont enterrés ainsi". Il exprima sa déception face au manque de prise de conscience mondiale, et particulièrement américaine, concernant le choléra.

## Avancées scientifiques

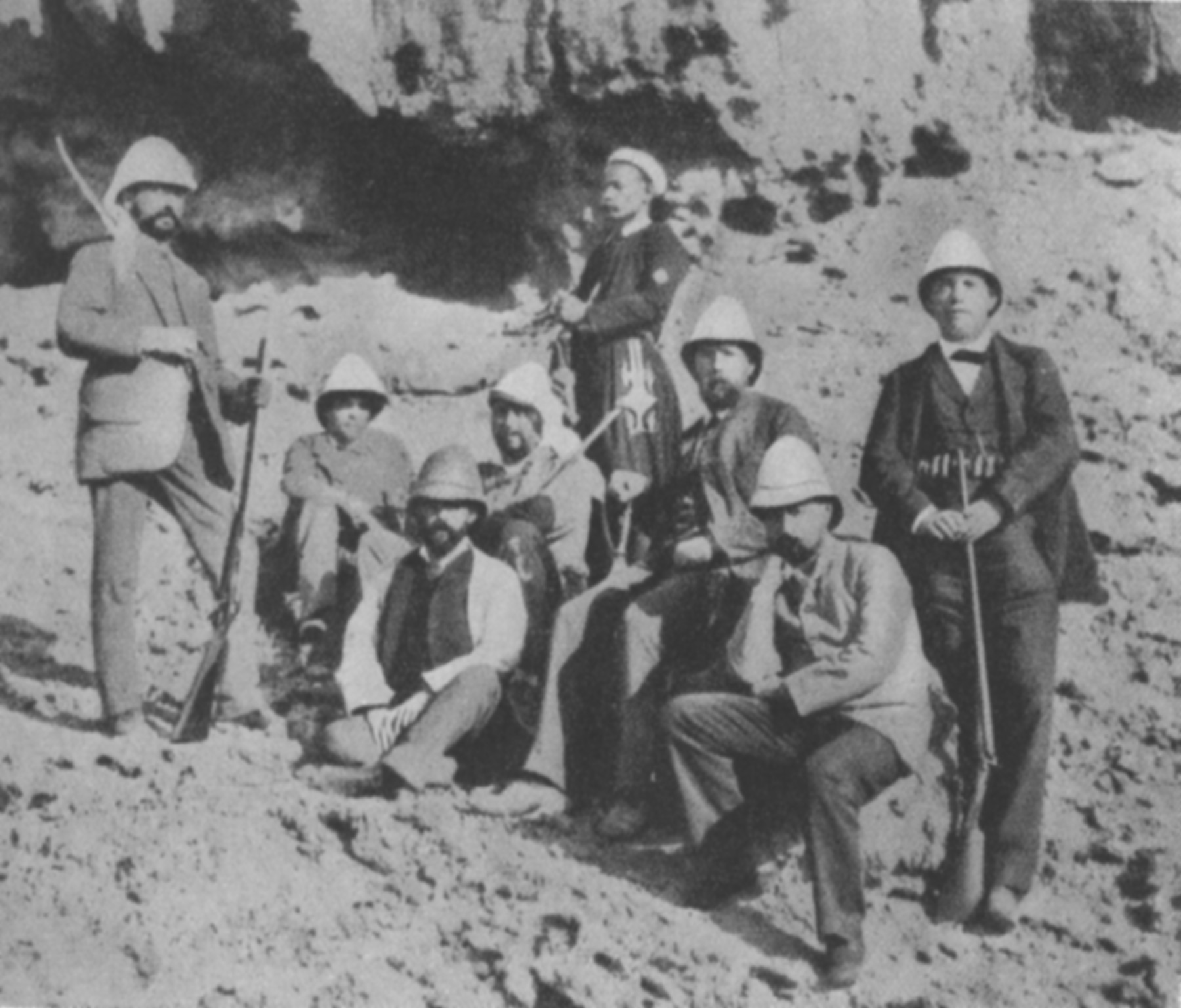
Photographie de Koch (troisième à partir de la droite) et d'autres membres de la Commission allemande sur le choléra en Égypte, 1884.

En 1883, des bactériologistes français et allemands sont envoyés à Alexandrie, en Égypte, pour étudier l'épidémie de choléra et en déterminer la cause. En août de la même année, le gouvernement allemand envoie une équipe médicale dirigée par Robert Koch. Alors que l'épidémie recule en Égypte, elle se propage à Calcutta, en Inde, où la situation est encore plus critique,. Il découvre rapidement que le Gange est la source du choléra. Il effectue des autopsies sur près de 100 corps et trouve à chaque fois une infection bactérienne. Il identifie les mêmes bactéries dans les réservoirs d'eau, établissant ainsi un lien direct avec la source de l'infection. Koch isole Vibrio cholerae et propose des postulats pour expliquer comment les bactéries causent des maladies. Son travail contribue à établir la théorie microbienne.
Cependant, tout le monde ne partage pas les conclusions de Koch. Le 20 mai 1885, la sixième Conférence sanitaire internationale est convoquée à Rome par le gouvernement italien à la suite de la réapparition du choléra. Lors de la conférence, avec la présence de 28 délégations gouvernementales, la délégation britannique parvient à bloquer toute « discussion théorique sur l'étiologie du choléra », malgré la présence de Koch parmi les délégués allemands. En raison des échecs dans la lutte contre la maladie, la conférence réaffirme l'inutilité d’un cordon sanitaire dans la lutte contre le choléra.
Avant cette période, une croyance répandue parmi les médecins était que la maladie était causée par une exposition directe aux impuretés et à la décomposition. Koch a montré que la maladie était plus spécifiquement contagieuse et transmise par contact avec les matières fécales d'une personne infectée, notamment par le biais d'une eau contaminée. Les découvertes de Koch ont conduit à des recherches approfondies sur le traitement de l'eau et des eaux usées. La théorie microbienne introduit de nouvelles méthodes de protection contre la maladie, telles que l'utilisation de désinfectants chimiques et la chaleur pour tuer le bacille (par exemple, en faisant bouillir l'eau). De meilleures méthodes de traitement des patients sont également développées pour prévenir la propagation.

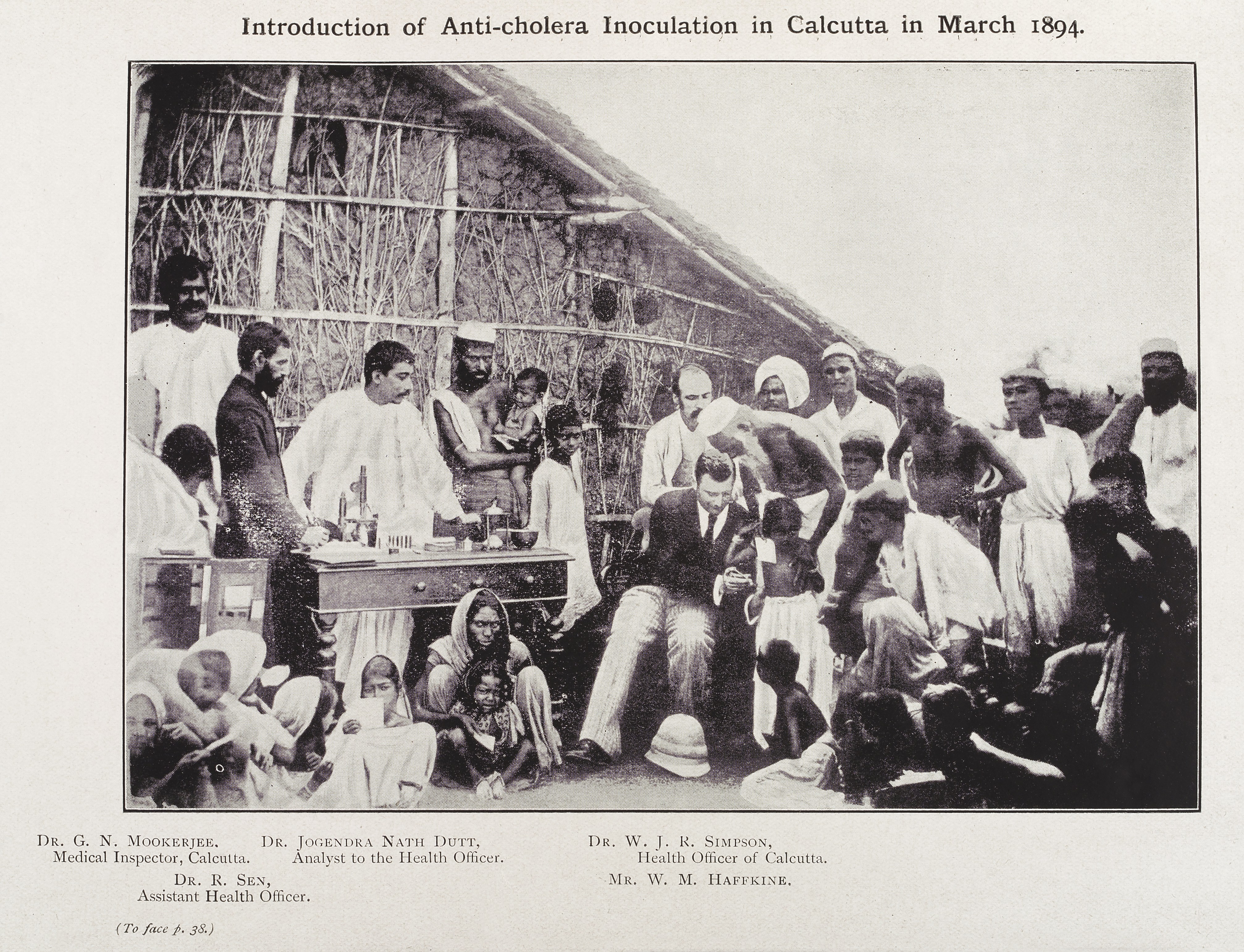
Haffkine lors d’une vaccination contre le choléra à Calcutta, mars 1894.

Waldemar Haffkine, un bactériologiste franco-russe, a concentré ses recherches sur le développement d'un vaccin contre le choléra et a produit une forme atténuée de la bactérie. Risquant sa propre vie, Haffkine réalise le premier test humain sur lui-même le 18 juillet 1892. Pour tester le vaccin de manière définitive, il avait besoin d'une région où le choléra était répandu afin de mener des essais sur des humains à grande échelle et s'est donc installé en Inde en 1894. Après des résultats prometteurs à Calcutta, les propriétaires de plantations de thé en Assam lui ont demandé de vacciner leurs travailleurs.

### Pages connexes
- Épidémie de choléra